# Open Smart Grid Protocol
| QS-Informatik | Dieser Artikel wurde wegen inhaltlicher Mängel auf der Qualitätssicherungsseite der Redaktion Informatik eingetragen. Dies geschieht, um die Qualität der Artikel aus dem Themengebiet Informatik auf ein akzeptables Niveau zu bringen. Hilf mit, die inhaltlichen Mängel dieses Artikels zu beseitigen, und beteilige dich an der Diskussion! (+) |

Das Open Smart Grid Protocol (OSGP) gehört zu einer Reihe von Publikationen, die vom Europäischen Institut für Telekommunikationsnormen (ETSI) herausgegeben wurden und in Zusammenhang mit der ISO/IEC 14908 Control Networking Standard For Smart Grid Applications stehen. OSGP ist optimiert für die zuverlässige und effiziente Übertragung von Steuer- und Überwachungsinformationen für Smart-Meter- und Last-Steuer-Module, Solar-Panels, Gateways sowie andere Smart-Grid-Geräte. Mit über 3,5 Millionen OSGP-basierten Smart-Meter- und ausgelieferten Geräten weltweit ist es einer der meistverbreiteten und -genutzten Smart-Meter- und Smart-Grid-Geräte-Netzwerk-Standards.

## Protokoll-Schichten und Funktionen
OSGP verfolgt eine strukturierte Vorgehensweise, basierend auf dem OSI-Schichten-Modell, um die auftretenden Herausforderungen von Smart Grid kontinuierlich zu entwickeln.
In der Applikations-Schicht ETSI GS OSG 001 werden ein tabellenorientierter Datenspeicher und ein Befehlssystem zur Verfügung gestellt, welches nicht nur von Smart Meter und in Beziehung stehenden Daten genutzt wird, sondern auch als allgemeine Erweiterung für andere Smart-Grid-Geräte. OSGP ist so entwickelt worden, dass es sehr Bandbreiten-Effizient ist. Es bietet hohe Performanz und benötigt nur geringe Bandbreiten auf schmalbandigen Medien wie Power Line. Ähnlich wie SQL eine effiziente und flexible Datenbankabfragesprache für Unternehmensapplikationen ist, bietet OSGP eine effiziente und flexible Abfragesprache für Smart-Grid-Geräte. OSGP unterstützt, ähnlich wie SQL, das Lesen und Schreiben von einzelnen Attributen, mehrfachen Elementen oder aber auch ganzen Tabellen.
Als weiteres Beispiel soll hier aufgeführt werden, dass OSGP-Fähigkeiten für einen adaptiven, gerichteten Eingriff beinhaltet, welches jedes OSGP-Gerät in die Lage versetzt, als Nachrichtenwiederholer zu arbeiten. Weiterhin wird die Bandbreitennutzung dadurch optimiert, dass nur die Teile der Pakete erneut gesendet werden, die auch tatsächlich erneut gesendet werden müssen. OSGP beinhaltet auch Authentifizierungs- und Verschlüsselungsmechanismen, um zum einen die Integrität sowie die Privatsphäre der Daten, wie es beim Smart Grid gefordert ist, sicherzustellen.
Die dazwischen liegenden Schichten des OSGP-Protokoll-Stacks liefern mit dem ISO/IEC 14908 Control Networking Standard, eine felderprobte Multi-Applikation in Smart Grid, Smart City und Smart Building Applikationen mit mehr als 100 Millionen weltweit installierten Geräten. ISO/IEC 14908 ist höchst optimiert hinsichtlich Effizienz, Verfügbarkeit und skalierbar hinsichtlich Netzwerkapplikationen. Der geringe Overhead des ISO/IEC 14908 Protokolls ermöglicht, große Performanz ohne große Bandbreiten nutzen zu müssen.
Seit OSGP auf ISO/IEC 14908 basiert, welches Mediumunabhängig ist, besteht die Möglichkeit auf jedem aktuellen oder zukünftigen Übertragungsmedium transportiert zu werden. OGSP nutzt heute auf der physischen Schicht ETSI TS 103 908. Obwohl ein neuer Standard, werden Produkte konform ETSI TS 103 908, in Abwandlung ihrer formalen Adaption, gebaut wurden.

## Kritik
Die Verschlüsselung und Authentifizierung des Protokolls gilt als geknackt. Es ist ein selbst entwickeltes Verfahren, das für die Verschlüsselung das bekanntermaßen unsichere RC4 verwendet und für die Authentifizierung (MAC) die Eigenentwicklung OMA digest.

## Standards
OSGP beruht auf den folgenden Standards.
- ETSI Group specification GS OSG 001: Open Smart Grid Protocol. Erstellt durch die ETSI Open Smart Grid Industry Specification Group. Dieses Application Layer Protocol kann auf vielfachen Kommunikationsprotokollen betrieben werden.
- ISO/IEC 14908-1 [3]: Information technology—Control network protocol—Part 1: Protocol stack. Publiziert durch das ISO/IEC JTC 1/SC 6 ist dies ein Standard der einen Netzwerk-Protokoll-Stack, der für Smart Grid, Smart Building und Smart Citys optimiert wurde.
- ETSI Technical specification TS 103 908: Powerline Telecommunications (PLT); BPSK Narrow Band Power Line Channel for Smart Metering Applications. Diese Spezifikation definiert einen hoch performanten, schmalbandigen Powerline-Kanal in dem innerhalb des Smart Grid über verschiedene Smart Grid Geräte die Steuerung über das Netzwerk erfolgt. Dieser Standard wurde durch das ETSI Technical Committee for Powerline Telecommunications (TC PLT) erstellt.

OSGP wird von der Energy Services Network Association, einer non-profit Organisation, bestehend aus Kraftwerksbetreibern, Herstellern und System Integratoren unterstützt und gewartet.